# Буторина, Антонина Валентиновна
Антонина Валентиновна Буторина — российский учёный в области детской хирургии, криомедицины, биоинженерных и биомедицинских технологий, лауреат Государственной премии Российской Федерации (2002).

## Биография
Родилась 25 апреля 1958 г. в г. Вельск Архангельской области, окончила Архангельский медицинский институт (1983). С 1983 г. работает в Российском национальном исследовательском медицинском университете им. Н. И. Пирогова, в настоящее время — главный научный сотрудник, профессор кафедры реабилитации и спортивной медицины.
В 1994 г. защитила кандидатскую диссертацию на тему «Акустический метод определения эффективности лечения гемангиом у детей». С 1998 г. доктор медицинских наук, профессор. С 1998 г. ведущий научный сотрудник Московского Научно-практического центра медицинской помощи детям с пороками развития черепно-лицевой области и врожденными заболеваниями нервной системы.
Автор более 300 научных работ, в том числе монографий, учебников, учебно-методических пособий, практических руководств.
Лауреат премий:
- Государственной премии Российской Федерации (2002) — за создание медицинской криогенно-сверхвысокочастотной аппаратуры и разработку технологии её применения в области детской хирургии.
- премии Правительства Российской Федерации в области науки и техники (2005), трех премий города Москвы в области медицины и здравоохранения (1998, 2003, 2010).
- премии Правительства Российской Федерации 2013 года в области науки и техники — за разработку и внедрение высокоэффективного технологического оборудования для производства сверхчистых газов.